# Sławomir Stempniewski
Sławomir Tadeusz Stempniewski (potocznie znany jako Pan Sławek, ur. 26 września 1961) – polski sędzia międzynarodowy, działacz piłkarski i przedsiębiorca. Prezes Radomiaka Radom, w latach 2022–2023 członek Rady Nadzorczej Ekstraklasa S.A.

## Życiorys
Z zawodu elektronik. Właściciel firmy Sławmir Electronics, założonej w 1983, posiadającej biuro także w Stanach Zjednoczonych. Współwłaściciel firmy produkującej opakowania tekturowe, inwestor w branży hotelarskiej.  
Sędzia piłkarski w latach 1986–2006. Jako główny arbiter sędziował przede wszystkim w III lidze, jako liniowy – prawie 100 meczów (w tym spotkania międzypaństwowe i Ligi Mistrzów UEFA). Przewodniczący Kolegium Sędziów PZPN w latach 2007–2013. Znany szczególnie jako ekspert ds. sędziowskich w magazynie piłkarskim Liga+ Extra. W październiku 2022 został wybrany członkiem Rady Nadzorczej Ekstraklasa S.A. w sezonie 2022/2023. 

### RKS Radomiak
W 2015 został współwłaścicielem i prezesem Radomiaka, wówczas grającego w II lidze. W 2019 klub awansował do I ligi, a w 2021 wywalczył awans do Ekstraklasy. Ze względu na awans Radomiaka do najwyższej klasy ligowej przestał być ekspertem od spraw sędziowskich, na potrzeby programu Liga+ Extra.

## Życie prywatne
Jest żonaty, ma pięcioro dzieci.